# 岡崎恵美子
岡崎 恵美子（おかざき えみこOkazaki Emiko、1949年9月6日 -） は、日本のアルペンスキーヤー である。
北海道出身。1972年の冬季オリンピックに出場、回転で13位で、世界選手権・ワールドカップを通して、日本勢は当時最高位だった。引退後は、ドイツに渡り、オーストリアのビショフスホーフェンで生活している。

## 参照資料
1. ↑  “Emiko Okazaki Olympic Results”.  Sports Reference LLC. 2020年4月17日時点のオリジナルよりアーカイブ。2018年3月1日閲覧。
2. ↑   冬季オリンピック 歴代日本代表選手 アルペンスキー 2019年10月5日閲覧。
3. ↑  日刊スポーツ（ソチ五輪）
4. ↑  日刊スポーツ（2021年2月21日）
5. ↑  おたるぐらし